# Guido Pella
Guido Pella (født 17. maj 1990 i Bahía Blanca, Argentina) er en professionel mandlig tennisspiller fra Argentina.